# Dennis Alaba Peters
Dennis Alaba Peters (* 1927 in Britisch-Gambia; † 1996 in den USA) war ein gambischer Schauspieler in Film und Fernsehen. Internationale Bekanntheit erlangte er vor allem durch seine Rolle als Sir Curtis Seretse in der britischen Kriminalserie Department S.

## Leben und Karriere
Geboren 1927 als Sohn des erfolgreichen Journalisten und Zeitungsverlegers Lenrie Peters Senior (1894–1968) und Kezia Rosemary Peters in der westafrikanischen britischen Kolonie Gambia war er Teil einer bedeutenden Familie. Seine Mutter war die Enkelin (Tochter der jüngsten Tochter) von Thomas Maxwell (ca. 1823–1905) der als Priester in Sierra Leone und Cape Coast, Goldküste (heute Ghana) tätig war. Seine Eltern waren der Bevölkerungsgruppe der Aku zuzurechnen. Als ältestes von fünf Kindern studierte Dennis Alaba Peters zuerst Wirtschaftswissenschaften an der University of Cambridge. Bevor er jedoch sein Studium abschloss, verließ Peters Cambridge, um stattdessen Gesang an der Guildhall School of Music and Drama zu studieren. Sein Wechsel zu Guildhall missfiel dem Vater und seine Familie hörte auf, ihn zu unterstützen. Peters suchte sich eine Anstellung und wurde BBC-Reporter. Nach seinem Abschluss an der Guildhall School of Music and Drama trat er in Opern auf. Er konzentrierte sich schließlich ganz auf die Schauspielerei und war in den 1960er und frühen 1970er Jahren in Film und Fernsehen in Großbritannien aktiv.
Sein Fernsehdebüt gab er im Alter von 35 Jahren in der britischen Fernsehserie The Sword in the Web als senegalesischer Soldat. Mitte der 1960er Jahre schaffte er dann auch den Sprung auf die große Leinwand. So sah man ihn 1965 in Lindsay Shonteffs Horrorfilm Voodoo Blood Death, in Anthony Harveys Filmdrama Dutchman mit Shirley Knight, 1967 in Peter Glenvilles Filmproduktion Die Stunde der Komödianten mit Richard Burton, Elizabeth Taylor, Alec Guinness und Peter Ustinov, noch im gleichen Jahr in Lindsay Andersons Kurzfilm The White Bus, sowie in Maurice Hattons Filmdrama Praise Marx and Pass the Ammunition im Jahr 1970.
Seine markanteste Rolle spielte Dennis Alaba Peters jedoch von 1969 bis 1970 in 29 Episoden der Krimiserie Department S. als schwarzafrikanischer, hochrangiger Diplomat Sir Curtis Seretse an der Seite von Peter Wyngarde und Joel Fabiani, wo er als Charakterleiter der Abteilung S von Interpol und Teamleiter von Stewart Sullivan agierte. Die Show ließ seine Rolle bei Interpol undefiniert, aber zu seinen Kontakten gehörten hochrangige Mitglieder der NATO und der Vereinten Nationen.
Zu seinen Geschwistern gehörte Dr. Lenrie Peters (1932–2009), ein Chirurg, Dichter und Romanautor, die Journalistin und Krankenschwester Bijou Peters (1927–2014), die Historikerin Florence Mahoney (geboren 1929) und die Entwicklungshelferin Ruby Peters (gestorben 2008).

## Filmografie (Auswahl)

### Kino
- 1965: Voodoo Blood Death
- 1966: Dutchman
- 1967: Die Stunde der Komödianten (The Comedians)
- 1967: The White Bus (Kurzfilm)
- 1970: Praise Marx and Pass the Ammunition

### Fernsehen
- 1962: The Sword in the Web (Fernsehserie, 1 Episode)
- 1964: Espionage (Fernsehserie, 1 Episode)
- 1964: Emergency-Ward 10 (Fernsehserie, 4 Episoden)
- 1966: Viewpoint (Fernsehserie, 1 Episode)
- 1966: ITV Sunday Night Drama (Fernsehserie, 1 Episode)
- 1966–1967: Mogul (Fernsehserie, 2 Episoden)
- 1967: Callan (Fernsehserie, 1 Episode)
- 1969–1970: Department S. (Fernsehserie, 29 Episoden)